# Consumo público

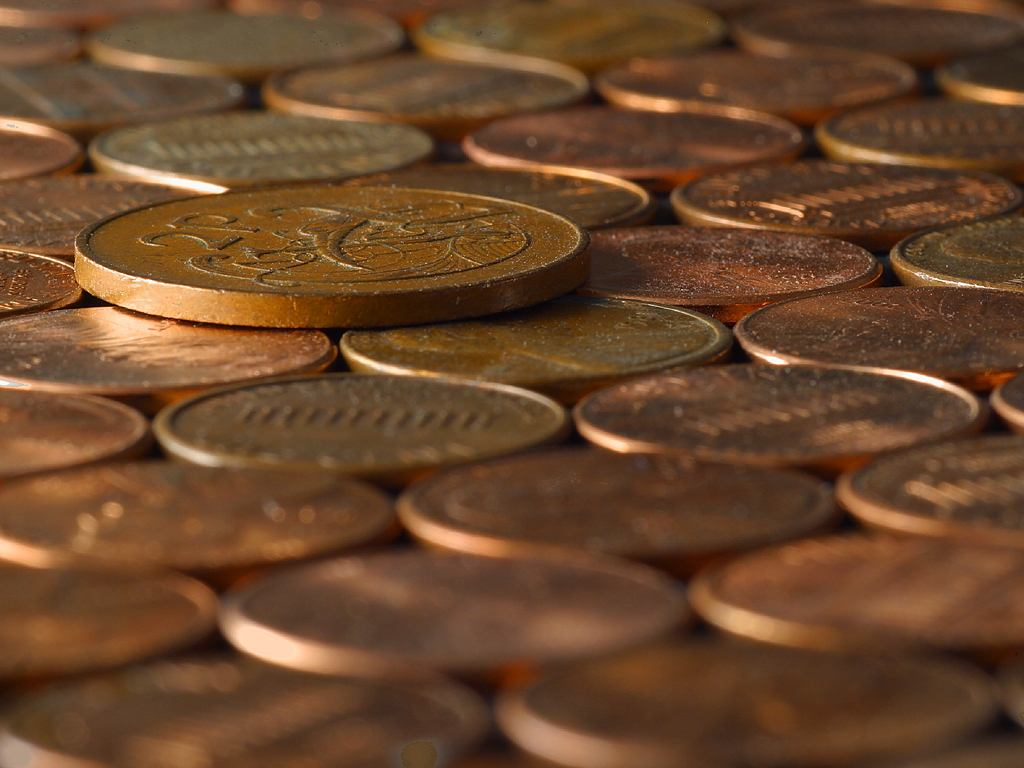
Dinero.

Se denomina consumo público, en macroeconomía, al gasto realizado por el Estado en sus diferentes instituciones  en el ejercicio de sus actividades corrientes. En el cálculo se excluyen las compras de tierra y edificios para viviendas, que se contemplan como una forma de inversión (en bienes inmuebles).
Junto con el consumo público, el otro componente del consumo a nivel nacional es el consumo privado que es el que realizan los demás entes de carácter privado (unidades familiares, empresas, entidades sin ánimo de lucro, etc). El porcentaje de uno sobre el otro ofrece un fiel reflejo del tipo de economía del país, que puede ser más liberal si lo que impera es el consumo privado, o más intervencionista (socialista o comunista) cuando el gasto público tiene mayor peso sobre el global de la economía.